# Kostel svatého Václava (Vysočany)
Kostel svatého Václava je římskokatolický kostel zasvěcený svatému Václavovi ve Vysočanech v okrese Chomutov. Je chráněn jako kulturní památka. Stojí v areálu hřbitova spolu s budovou sousední fary v místech zaniklé vesnice. Do areálu hřbitova vede zdobená brána s profilovanými pilíři ukončenými volutovitě stočenými úseky štítu.

## Historie

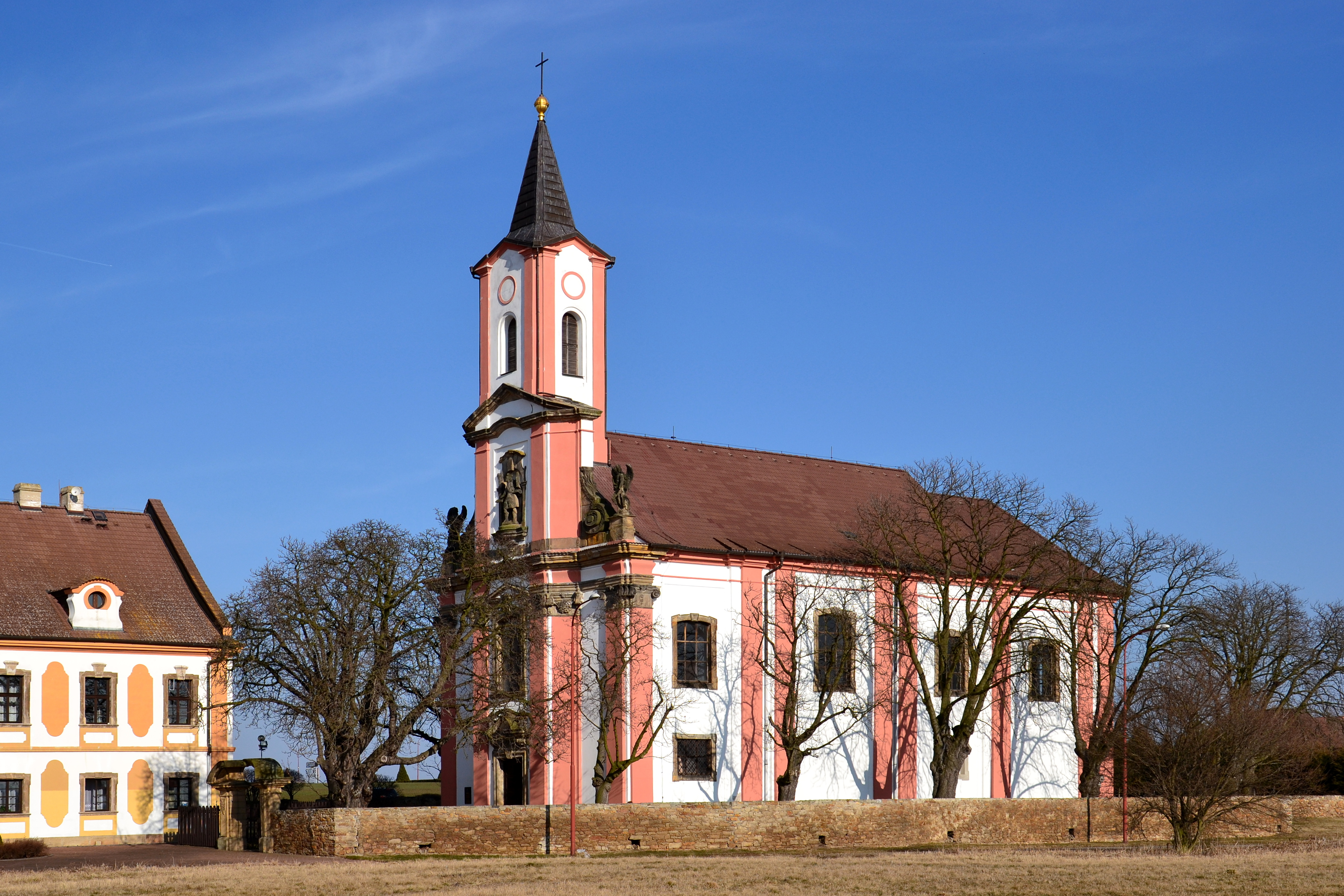
Kostel svatého Václava z jihu

První kostel svatých Andělů strážných ve Vysočanech je zmiňován již v roce 1341. Tento hřbitovní kostel, který stával necelých sto metrů západně od kostela svatého Václava, byl v roce 1964 nebo brzy poté zbořen. Barokní kostel svatého Václava byl spolu se sousední farou vystavěn architektem Octaviem Broggiem v letech 1727–1738. Zadavateli stavby byli osečtí cisterciáci, kteří vykonávali ve Vysočanech v té době duchovní správu.
V roce 1966 byl kostel přeměněn na dočasný depozitář drobných plastik z vesnic zatopených vodou nechranické přehrady, a později i z vesnic zničených těžbou hnědého uhlí. O deset let později došlo poškození a krádeži některých děl neznámými vandaly, a proto bylo rozhodnuto o přemístění památek na jiná místa. Jedenáct z nich bylo přesunuto do Strupčic a jejich okolí, Údlic a františkánského kláštera v Kadani.
První rekonstrukci kostela zahájil až v roce 1992 hrušovanský obecní úřad, kterému se podařilo získat finanční příspěvky od cisterciáckého opatství a elektráren Tušimice. V rámci Programu záchrany architektonického dědictví bylo v letech 1995–2014 na opravu památky čerpáno 1 100 000 Kč (600 000 Kč v roce 1998 a 500 000 Kč v roce 1999).

## Popis
Kostel je obdélná jednolodní stavba s presbytářem orientovaným k jihovýchodu. Presbytář s trojbokým zakončením a zaklenutý plackovou klenbou má ta také obdélný půdorys. Obdélná sakristie, nad kterou se nachází oratoř, je přiložena k severní straně. Obě jsou zaklenuté valenou klenbou s lunetami. Stejným způsobem jsou zaklenuté také části hlavní lodi, jejíž střed má klenbu plackovou. Nachází se v ním valeně podklenutá kruchta nesená čtyřmi sloupy. Vstupní průčelí je trojosé, členěné pilastry a zakončené nástavcem s volutami. Před jeho střed předstupuje rizalit, který vybíhá do mladší hranolové věže.

## Vybavení
Zařízení kostela je barokní a pochází ze druhé poloviny 18. století. Tvořily ho oltáře (hlavní s bočními brankami a boční s iluzivními malbami), varhany, křtitelnice, kropenka a lavice. Interiér zdobily také obrazy z okruhu malíře Ignáce Raaba.

## Okolí kostela
V těsném sousedství na severozápadě stojí budova fary od Octavia Broggia postavená zároveň s kostelem. Jde o patrovou budovu na čtverhranném půdorysu se zkoseným západním průčelím. Před devítiosé průčelí mírně předstupuje středový rizalit s trojúhelníkovým štítem a portálem zdobeným volutovitě stočenými římsami. Přízemní prostory jsou klenuté valenými klenbami, na schodišti je použita kombinace klenby valené a křížové. Místnosti v patře přecházejí do stropu pomocí fabionu.
Asi sto metrů severozápadně stojí socha svatého Jana Nepomuckého.